# 邯鄲の枕
邯鄲の枕（かんたんのまくら）は、唐の沈既済の小説『枕中記』（ちんちゅうき）の故事の一つ。多くの派生語や、文化的影響を生んだ。黄粱の一炊、邯鄲の夢など多数の呼び方がある。

## 由来と同義語
「盧生」という若者が人生の目標も定まらぬまま故郷を離れ、趙の都の邯鄲に赴く。盧生はそこで呂翁という道士に出会い、延々と僅かな田畑を持つだけの自らの身の不平を語った。するとその道士は夢が叶うという枕を盧生に授ける。そして盧生はその枕を使ってみると、みるみる出世し嫁も貰い、時には冤罪で投獄され、名声を求めたことを後悔して自殺しようとしたり、運よく処罰を免れたり、冤罪が晴らされ信義を取り戻したりしながら栄旺栄華を極め、国王にも就き賢臣の誉れをほしいままにするに至る。
子や孫にも恵まれ、幸福な生活を送った。しかし年齢には勝てず、多くの人々に惜しまれながら眠るように死んだ。ふと目覚めると、寝る前に火に掛けた粟粥がまだ煮上がってさえいなかった。全ては夢であり束の間の出来事であったのである。盧生は枕元に居た呂翁に「人生の栄枯盛衰全てを見ました。先生は私の欲を払ってくださった」と丁寧に礼を言い、故郷へ帰っていった。
中国においては粟のことを「黄粱」といい、盧生が粟粥を煮ている間の物語であることから『黄粱の一炊』としても知られる。いわゆる、日本の落語や小説・漫画でいうところの夢オチの代表的な古典作品としても知られる。
同義の日本の言葉としては「邯鄲夢の枕」、「邯鄲の夢」、「一炊の夢」、「黄粱の夢」など枚挙に暇がないが、一つの物語から多くの言い回しが派生、発生したことからは、日本の文化や価値観に長い間影響を与えたことが窺い知れる。現在ではほとんどの言葉が使われることがなくなっているが、「邯鄲の夢」は人の栄枯盛衰は所詮夢に過ぎないと、その儚さを表す言葉として知られている。

## 能『邯鄲』
能『邯鄲』は、『邯鄲の枕』の故事を元に作られた能の演目である。しかし道士・呂翁にあたる役が、宿屋の女主人であり、夢の内容も『枕中記』とは異なり、『太平記』巻25などに見えるような日本に入ってから変化した『邯鄲の枕』の系譜上に位置づけられると言えよう。舞台上に設えられた簡素な「宮」が、最初は宿屋の寝台を表すが、盧生が舞台を一巡すると今度は宮殿の玉座を表したりと、能舞台の特性を上手く利用した佳作である。
なお、盧生の性格や描写から憂いを持つ気品ある男の表情を象った「邯鄲男」と呼ばれる能面が存在し、能『邯鄲』の盧生役のほか、能『高砂』の住吉明神などの若い男神の役でも使用される。
芥川龍之介は能『邯鄲』をモチーフにして『黄粱夢』という作品を書いた。また三島由紀夫は『近代能楽集』の中に能『邯鄲』を現代風の戯曲に翻案した作品を書いている。また古井由吉も『邯鄲の夢』をモチーフに『邯鄲の』という作品を書いている。

## 邯鄲師
邯鄲とは古くは、宿泊して目覚めたら就寝中に盗難の被害にあっていたという状況を指す。また宿泊施設で宿泊客の就寝中に盗みを働く者を邯鄲師（かんたんし）といい泥棒の一種であり、また枕探しとも言う。
古くから日本では宿屋（旅館）の客室に鍵はなく、また相部屋も多かった。そして習慣として枕の下に金品を隠すことが多く、泥棒も安易に盗みを働くことができた。ゆえにそれを専門とする者を「枕探し」といったのであるが、湯につかりご馳走を食べ極楽気分で床（とこ）に就いて目覚めたら不幸のどん底に落とされるという体験と正式な題名である「邯鄲の枕」の枕を掛けて邯鄲にあったといい、それを行う者を邯鄲師といった。

## 曲芸「邯鄲夢の枕」
邯鄲夢の枕（かんたんゆめのまくら）とは、軽業師や曲芸師の技の一種。演芸場や見世物小屋などで見られた。「邯鄲は夢の手枕」、「邯鄲の夢」や「邯鄲の手枕」などと呼ばれ、ただ単に邯鄲ともいわれた。
涅槃仏のように肘を突いて手を頭に添え横臥体勢を取り、この状態のまま空中浮遊をするという技である。今は観ることはできないが夏目漱石の『吾輩は猫である』や上方落語の『軽業』の一節に描かれている。（現在この技を伝承する者がいるのかは定かでない）そして手枕をすることが、この曲芸の種の一部であり、枕と寝る姿勢をとることや軽業師の他の芸と比べると軽業より手品に近いこともこの技の命名に一役かっている。